# Vouneuil-sur-Vienne
Vouneuil-sur-Vienne – miejscowość i gmina we Francji, w regionie Nowa Akwitania, w departamencie Vienne.
Według danych na rok 1990 gminę zamieszkiwało 1606 osób, a gęstość zaludnienia wynosiła 44 osób/km² (wśród 1467 gmin regionu Poitou-Charentes Vouneuil-sur-Vienne plasuje się na 175. miejscu pod względem liczby ludności, natomiast pod względem powierzchni na miejscu 95.).